# G. 카라얀노풀로스
G. 카라얀노풀로스(그리스어: Γ. Καραγιαννόπουλος)는 그리스의 사격 선수이다. 그는 아테네에서 열린 1896년 하계 올림픽에 참가했다.
카라얀노풀로스는 군사소총 종목에 참가했다. 기록과 순위는 알려져 있지 않으며, 42명의 선수 중 13위 이내에 들지 못했다는 것만 알 수 있다.